# Diogo Oliveira (futebolista)
Diogo Correa de Oliveira (São Bernardo do Campo, 8 de abril de 1983 – Maringá, 9 de junho de 2021), mais conhecido como Diogo Oliveira ou simplesmente Diogo, foi um futebolista brasileiro que atuava como atacante.
Um andarilho do futebol, ele defendeu clubes do Brasil, Suécia, Japão e Líbia.

## Carreira
Diogo iniciou sua trajetória no futebol nas categorias base do Santos.
Em 2003, já como profissional, defendeu o América de Natal.
Destacou-se no Flamengo em 2004, fazendo parte do elenco que foi campeão estadual e vice-campeão da Copa do Brasil, torneio este em que marcou um hat-trick logo na sua partida de estreia pelo clube, no empate em 4x4 contra o CRB, ajudando a equipe a se classificar para a próxima fase. No entanto, acabou não correspondendo às expectativas posteriores e foi dispensado após a fatídica decisão contra o Santo André daquele ano. Pelo rubro-negro carioca atuou em 24 partidas entre fevereiro e junho de 2004 e marcou 6 gols.
Depois de jogar pelo Flamengo, ainda em 2004, Diogo teve uma boa passagem pelo futebol da Suécia, onde defendeu o Kalmar. O atacante marcou quatro gols e efetuou três assistências em pouco mais de dois meses em que jogou no país.
Em 2009, passou pelo Brusque, onde fez cinco jogos no Campeonato Catarinense e outros cinco pela Série D, sem marcar gols.
Em junho de 2010, acerta com o Arapongas Esporte Clube para disputar a sequência do Campeonato Paranaense da Divisão de Acesso.
Em 2014, assinou com o Boavista para jogar o Campeonato Carioca.
Encerrou a carreira em 2017, no Grêmio Maringá-PR.

## Morte
Ele veio a falecer no dia 9 de junho de 2021, quando sua motocicleta colidiu com um poste em Maringá, Paraná. Ele morreu devido aos ferimentos na cabeça.

## Clubes[carecede fontes?]
| Clube                    | País     | Ano         |
| ------------------------ | -------- | ----------- |
| Santos                   | Brasil   | 1998 - 2001 |
| Jabaquara                | Brasil   | 2002        |
| Rio Branco               | Brasil   | 2003        |
| América de Natal         | Brasil   | 2003        |
| Flamengo                 | Brasil   | 2004        |
| Kalmar FF                | Suécia   | 2004        |
| Vitória de Setúbal       | Portugal | 2005        |
| Juventude                | Brasil   | 2005        |
| Aljazeera SC             | Líbia    | 2006        |
| IFK Norrköping           | Suécia   | 2007        |
| Adap Galo Maringá        | Brasil   | 2007        |
| Boavista                 | Brasil   | 2008        |
| Brasiliense              | Brasil   | 2008        |
| ABC                      | Brasil   | 2009        |
| Brusque                  | Brasil   | 2009        |
| São Bernardo             | Brasil   | 2010        |
| América de Teófilo Otoni | Brasil   | 2010        |
| Arapongas                | Brasil   | 2011        |
| Consadole Sapporo        | Japão    | 2011        |
| Tokushima Vortis         | Japão    | 2012        |
| Horizonte                | Brasil   | 2013 - 2015 |

## Conquistas
Jabaquara
- Campeonato Paulista de Futebol - Segunda Divisão: 2002[carece de fontes?]

 Flamengo
- Campeonato Carioca: 2004[carece de fontes?]

 Vitória de Setúbal
- Taça de Portugal: 2004-05[carece de fontes?]

 IFK Norrköping
- Superettan: 2007[carece de fontes?]

 Brasiliense
- Campeonato Brasiliense de Futebol: 2008[carece de fontes?]